# Termologia

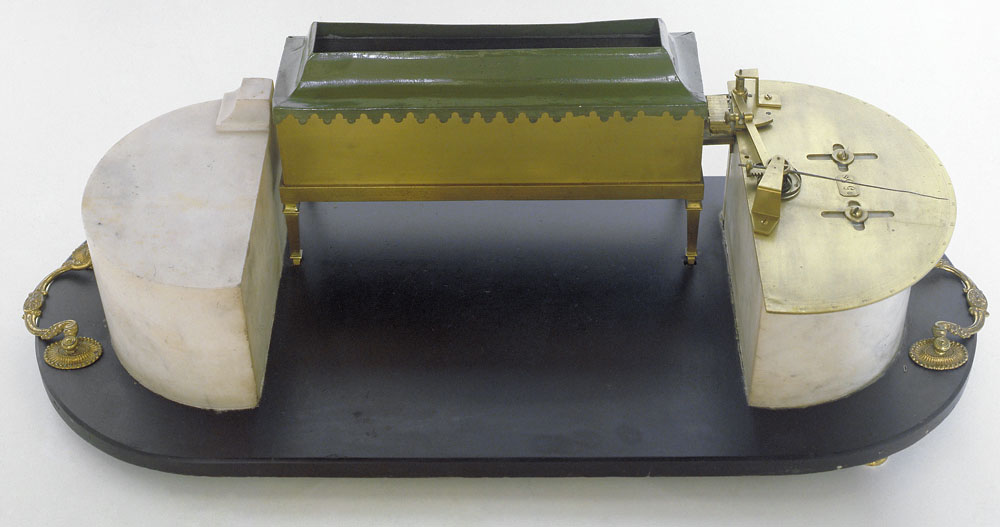
Pirometro al Museo Galileo di Firenze.

La termologia indica in generale lo studio della fisica inerente alla natura e agli effetti del calore.
Ad esempio, fanno parte della termologia la termometria (misura delle temperature) e la calorimetria (misura delle quantità di calore che intervengono in vari fenomeni).
Le origini della termologia risalgono al XVIII secolo, quando venne definita la natura energetica del calore, prima considerato come una sostanza detta calorico. La trattazione della propagazione del calore nella termologia è di tipo classico e non considera gli effetti quantistici come il trasporto dovuto ai fononi. La termologia trova un'importante applicazione in medicina perché realizza metodi diagnostici dei tumori non invasivi mediante lo studio della vascolarizzazione dei tessuti.